# Пета колона
Терминът „пета колона“ се появява в началото на октомври 1936 г., по време на Гражданската война в Испания, когато франкисткият генерал Емилио Мола заявява пред журналисти, че той е повел войниците си в четири колони към Мадрид, и че в Мадрид има и „пета колона“, която ще подкопае усилията на Републиканското правителство отвътре. От този момент словосъчетанието „пета колона“ става нарицателно и по правило носи в себе си отрицателен смисъл, явявайки се синоним на „предателство отвътре“. Терминът става особено популярен в Испания. 
Ърнест Хемингуей, известен поддръжник на републиканците и участник в Гражданската война, пише своята първа пиеса по време на обсадата и бомбардировките над Мадрид и я озаглавява „Петата колона“ (The Fifth Column and the First Forty-Nine Stories). Пиесата е издадена в книга през 1938 г. в навечерието на ВСВ с идеологемата „нов ред“.
Впоследствие, терминът е широко използван по време на Втората световна война. Така са наричани местните поддръжници (колаборационисти) на Нацистка Германия в окупираните страни.